# 1917 (film)
1917 – brytyjsko-amerykański dramat wojenny z 2019 roku w reżyserii Sama Mendesa. W głównych rolach wystąpili Dean-Charles Chapman oraz George MacKay. 
Film opowiada historię brytyjskich żołnierzy na froncie zachodnim I wojny światowej. Scenariusz został oparty m.in. na wspomnieniach dziadka Sama Mendesa, pisarza Alfreda Mendesa.

## Obsada
- George MacKay jako lance corporal William Schofield
- Dean-Charles Chapman jako lance corporal Tom Blake
- Mark Strong jako kapitan Smith
- Andrew Scott jako porucznik Leslie
- Richard Madden jako porucznik Joseph Blake
- Claire Duburcq jako Lauri
- Colin Firth jako generał Erinmore
- Benedict Cumberbatch jako pułkownik Mackenzie
- Daniel Mays jako sierżant Sanders
- Adrian Scarborough jako major Hepburn
- Jamie Parker jako porucznik Richards
- Michael Jibson jako porucznik Hutton
- Richard McCabe jako pułkownik Collins
- Nabhaan Rizwan jako Sipaj
- Michael Cornelius jako szeregowy Cornelius

## Produkcja
Zdjęcia kręcono na terenie Anglii i Szkocji w następujących lokacjach:
- Glasgow (kanał i suchy dok);
- hrabstwo Durham (Tees Barrage International White Water Course w Stockton-on-Tees, kaskady Low Force Falls k. Bowlees);
- hrabstwo Hertfordshire (lotnisko RAF Bovingdon);
- hrabstwo Oxfordshire (kamieniołom k. wioski Ewelme);
- hrabstwo Wiltshire (Salisbury Plain)[4].

## Premiera
Film zadebiutował  4 grudnia 2019 w brytyjskim Royal Command Film Performance, a do szerokiej dystrybucji trafił w styczniu 2020 r.

## Nagrody
Na 77. ceremonii wręczenia Złotych Globów otrzymał Złoty Glob za najlepszy film dramatyczny, jednocześnie Sam Mendes otrzymał za niego Złoty Glob dla najlepszego reżysera.
Podczas 92. ceremonii wręczenia Oscarów film zdobył trzy Nagrody Akademii Filmowej. Oscara za najlepsze zdjęcia otrzymał: Roger Deakins; za najlepszy dźwięk otrzymali: Scott Millan, Oliver Tarney, Rachael Tate, Mark Taylor, Stuart Wilson; za najlepsze efekty specjalne otrzymali: Greg Butler, Guillaume Rocheron i Dominic Tuohy.